# Shiba Yoshikane
Shiba Yoshikane (斯波 義統?; 1540 – 1600) è stato un Daimyō giapponese del periodo Sengoku, ultimo capo del clan Shiba.

## Biografia
Yoshikane fu l'ultimo capo del clan Shiba.
Dopo l'assassinio del padre nel 1554, assieme a Oda Nobunaga riconquistò il castello di Kiyosu e uccise Oda Nobutomo. Nobunaga mantenne Yoshikane al suo posto come "shugo fantoccio", ma lo rimosse quando scoprì che stava segretamente complottando contro di lui insieme ai clan Kira e Imagawa. 
Yoshikane venne esiliato e finì i suoi giorni in miseria nella provincia di Kawachi. Con la sua morte il clan cessò di esistere.